# Línea Tagansko-Krasnoprésnienskaya (Metro de Moscú)

Trayecto de la línea Tagansko-Krasnoprésnienskaya del Metro de Moscú.

La línea Tagansko-Krasnoprésnienskaya (del ruso: Таганско-Краснопресненская линия), anteriormente Zhdanovsko-Krasnopresnenskaya, (Ждановско-Краснопресненская) y conocida como la línea 7, es una línea del Metro de Moscú, la más transitada de todo el sistema con 1 370 200 pasajeros diarios. Construido entre 1966 y 1975 y ampliado en 2013-15, cruza Moscú sobre un eje noroeste-sureste y contiene 23 estaciones.

## Historia
| Tramo                          | Inauguración             | Longitud |
| ------------------------------ | ------------------------ | -------- |
| Taganskaya–Vykhino             | 31 de diciembre de 1966  | 12.9 km  |
| Taganskaya–Kitay-Gorod         | 30 de diciembre de 1970  | 2.1 km   |
| Barrikadnaya–Oktyabrskoye Pole | 30 de diciembre de 1972  | 7.2 km   |
| Kitay-Gorod–Barrikadnaya       | 17 de diciembre de 1975  | 4.1 km   |
| Oktyabrskoye Pole–Planernaya   | 30 de diciembre de 1975  | 9.6 km   |
| Vykhino–Zhulebino              | 9 de noviembre de 2013   | 4.6 km   |
| Spartak                        | 27 de agosto de 2014     | —        |
| Kotelniki                      | 21 de septiembre de 2015 | 1.3 km   |
| Total:                         | 23 estaciones            | 41.8 km  |

## Transbordos
| #  | Transbordo a                       | En                       |
| -- | ---------------------------------- | ------------------------ |
| 1  | Línea Sokolnicheskaya              | Kuznetskiy Most          |
| 2  | Línea Zamoskvoretskaya             | Pushkinskaya             |
| 5  | Línea Koltsevaya                   | Barrikadnaya, Taganskaya |
| 6  | Línea Kaluzhsko-Rizhskaya          | Kitay-Gorod              |
| 8  | Línea Kalininskaya                 | Taganskaya               |
| 9  | Línea Serpukhovsko-Timiryazevskaya | Pushkinskaya             |
| 10 | Línea Lyublinsko-Dmitrovskaya      | Proletarskaya            |

El transbordo en la estación de Kitay-Gorod se encuentra en el mismo andén.